# Крижанівка (Петровірівська сільська громада)
Крижанівка (у 1965–2016 роках — Жовтневе) — село Петровірівської сільської громади у Березівському районі Одеської області, Україна. Населення становить 41 особу.

## Населення
Згідно з переписом УРСР 1989 року чисельність наявного населення села становила 49 осіб, з яких 24 чоловіки та 25 жінок.
За переписом населення України 2001 року в селі мешкала 41 особа.

### Мова
Розподіл населення за рідною мовою за даними перепису 2001 року:
| Мова       | Відсоток |
| ---------- | -------- |
| українська | 97,56 %  |
| російська  | 2,44 %   |